# Озёрный (Тверская область)
Озёрный (ранее также Вы́ползово, Бологое-4) — посёлок городского типа, закрытое административно-территориальное образование (ЗАТО) в Тверской области России.
Является отдельной административно-территориальной единицей в области (округ ЗАТО Озёрный) и образует одноимённое муниципальное образование ЗАТО Озёрный со статусом городского округа как единственный населённый пункт в его составе.
До 1992 года население посёлка учитывалось в составе бывшего тогда пгт Выползово.
Площадь ЗАТО составляет 232,44 км². В состав территории ЗАТО Озёрный входят земли северной части Тверской области, а также часть приграничных земель Новгородской области.

## История
Посёлок был образован указом Президиума Верховного Совета РСФСР от 24 ноября 1972 года, как закрытый военный городок и первоначально носил название Бологое-4. В соответствии с решением Малого Совета Тверского областного Совета народных депутатов от 24 декабря 1992 года № 183 посёлку Озёрный (Бологое-4) Тверской области придан статус закрытого административно-территориального образования (ЗАТО). До 1992 года население посёлка учитывалось в составе бывшего тогда пгт Выползово.
Границы территорий, входящих в состав муниципального образования ЗАТО Озёрный, определены Указом Президента Российской Федерации от 22 января 2001 года № 62 «Об утверждении границ закрытого административно-территориального образования — посёлка Озёрный Тверской области», постановлением Законодательного собрания Тверской области от 30 сентября 1998 года № 172-П-2 «О границах закрытого административно-территориального образования ЗАТО Озёрный» и Уставом ЗАТО Озёрный.
Главой ЗАТО с декабря 2000 по 31 мая 2010 года была Махринская Валентина Ивановна. Главой администрации (и. о.) с 1 июня 2010 года был Ломака Геннадий Александрович.
Глава ЗАТО Озёрный (председатель Думы ЗАТО Озёрный) с 12 октября 2015 года — Яковлева Наталья Александровна.
Глава Администрации ЗАТО Озёрный — Махринская Валентина Ивановна.

## Население
| 2002    | 2009    | 2010    | 2012    | 2013    | 2014    | 2015    |
| ------- | ------- | ------- | ------- | ------- | ------- | ------- |
| 10 689  | ↗10 970 | ↘10 882 | ↘10 766 | ↘10 692 | ↘10 512 | ↗10 591 |
| 2016    | 2017    | 2018    | 2019    | 2020    | 2021    |         |
| ↗10 661 | ↘10 603 | ↗10 643 | ↗10 724 | ↗10 779 | ↘9951   |         |

По итогам переписи населения 2020 года проживали следующие национальности (национальности менее 0,1 % и другое, см. в сноске к строке «Другие»):
| Национальность | Численность, чел. | Доля     |
| -------------- | ----------------- | -------- |
| Русские        | 7547              | 75,84 %  |
| Украинцы       | 130               | 1,31 %   |
| Белорусы       | 81                | 0,81 %   |
| Татары         | 76                | 0,76 %   |
| Ингуши         | 35                | 0,35 %   |
| Армяне         | 24                | 0,24 %   |
| Другие         | 2058              | 20,69 %  |
| Итого          | 9951              | 100,00 % |

## Экономика

### Промышленность
Градообразующие объекты:
- 7-я гвардейская ракетная дивизия РВСН (в/ч 14245) — гвардейское Режицкое краснознамённое ракетное соединение РВСН
- ОАО «Спецтехника» (ранее ФГУП «75 Авторемонтный завод»)

Также работают предприятия лесной промышленности, завод железобетонных конструкций.

### Транспорт
В городе расположена ведомственная станция Лесная, обслуживающая военные объекты и предприятия города. Пассажирские перевозки осуществляются с расположенной в 10 километрах от города станции Едрово. В 2 километрах от города через посёлок Выползово проходит трасса М10 E 105 «Россия».

### Связь
В посёлке услуги связи представляют следующие операторы:
- Услуги фиксированной связи предоставляют: тверской филиал «Ростелеком», «Компьютерный сервис».
- Услуги мобильной телефонной связи предоставляют сотовые операторы: «Yota», «МТС», «Билайн», «МегаФон» и «Tele2».